# Tractor Supply Company
Tractor Supply Company (TSC) ist ein US-amerikanisches Einzelhandelsunternehmen mit Sitz in Brentwood (Tennessee). Das Unternehmen hat sich vornehmlich auf Standorte in ländlichen Gebieten der USA spezialisiert und vertreibt dort unter anderem landwirtschaftliche Kleingeräte und Material für die Viehwirtschaft, aber auch Artikel für Haus und Garten.
Im Jahr 2022 machte die Produktkategorie "Nutz- und Haustiere" einen Anteil von 50 % am Gesamtumsatz des Konzerns aus. In dieser Produktkategorie werden unter anderem Futtermittel und Produkte für die Tierhaltung zusammengefasst.
Mit Stand vom 1. Juli 2023 betrieb das Unternehmen 2181 Standorte in 49 Staaten der USA zuzüglich 192 Standorte der Marke Petsense by Tractor Supply, einem Händler von Haustierbedarf.

## Geschichte
Das Unternehmen wurde 1938 von Charles E. Schmidt in Chicago gegründet. Die Tractor Supply Company begann als Versandhandel für Traktoren-Teile. Im darauffolgenden Jahr eröffnete Schmidt ein stationäres Geschäft in Minot (North Dakota). Im Jahr 1964 konnte TSC den 100. Laden eröffnen. 1994 ging das Unternehmen an die Börse.